# Толтры
Толтры, Товтры, (укр. Товтри; Медоборы — в Тернопольской обл.) — гористый дугообразный известняковый кряж (холмистая гряда), простирающийся в центральной и юго-восточной части Подольской (Волыно-Подольской) возвышенности от Верхнебужско-Стырской равнины (Малое Полесье; с северного пограничья Львовской и Тернопольской областей, ниже (юго-восточнее) Золочева; с верховьев р. Серет) на юго-восток через Збараж — Скалат — Каменец-Подольский до Старой Ушицы на Днестре и Стефанцев над Прутом в северной Молдавии.
Высота - 350—400 метров, максимум — 430 метров (на северо-западе). Длина кряжа составляет порядка 170—200 км, ширина — от 2-3 до 15-25 км. Представляет собой единственный в мире горный кряж, появившийся не в результате тектонических процессов, а в результате жизнедеятельности живых организмов — коралловых полипов.
В 1996 году большая часть Товтр вошла в состав Национального природного парка Подольские Товтры.
Толтры исследовал доктор географических наук, профессор Львовского университета К. И. Геренчук.

## Происхождение
Толтровый кряж представляет собой остатки известнякового барьерного рифа и атоллов морей, образовавшихся в древнем бассейне Паратетис в сарматское время — 15-25 миллионов лет назад, в период неогена (эпохи среднего и верхнего миоцена), вдоль береговой части Сарматского моря (Миоценового моря). Риф сложен мшанковыми, мембраннопоровыми, литотамниевыми, черепашковыми, верхнеторонскими и сарматскими известняками. В начальном формировании барьерного рифа участвовали скопления организмов с известковым скелетом — мшанок, верметусов, устриц, а также моллюсков, кораллов, водорослей, — на остатках организмов которых позже из литотамний строились рифы (см. также литофиты).
Схожие по геологическим структурам гряды расположены в Великобритании и США.

## История
В X—XIII веках Товтры являлись крупным центром восточнославянского язычества, здесь располагался Збручский культовый центр (Бохит, Звенигород, Говда). В 1848 году к северу от Гусятина (близ с. Лычковцы), в пересохшей части русла реки Збруч была выкопана каменная статуя, получившая название Збручский идол (Збручанский идол) — высотой 2,5 метра, с антропоморфными изображениями на четырёх гранях. Идол сделан из рифовых известняков, которые слагают Товторовые гряды Тернопольщины. Много лет — с 1851 года — он является украшением экспозиции Краковского археологического музея в Польше. В последнее время Збручский идол всё чаще считается «подделкой» эпохи романтизма (нач. XIX века).
На территории заповедника «Медоборы» археологами обнаружены погребения и различные предметы, а также предположительно несколько капищ.

## География
Кряж достаточно скалистый и сильно расчленённый. Он состоит из основного (шириной около 5 км.) хребта, боковых хребтов и изолированных горбов. Их абсолютная высота составляет 350—400 м [максимум — 414 (413,9) м, гора Бохит (к северу от пос. Гусятин); а также 418 м, гора Скала (к северу от с. Старый Скалат)]. Возвышение над практически ровным окружающим ландшафтом — от 50-70 до 100 м. Юго-западный склон крутой, северо-восточный пологий. К центральному кряжу с северо-востока и юго-запада примыкают отдельные боковые хребты, которые отчётливо выделяются вблизи сёл Остапье (398 м н.у.м., г. Острая), Окно (403 м, гора Назарова, & гора Окно, 358,4 м), Товтры (uk:Товтрівська стінка), Белая (uk:Сорочинські Товтри), Черче (uk:Товтра Самовита, uk:Черчецька Товтра), Негин (uk:Нігинська товтра), Вербка (см. ниже), Гуменцы (uk:Кармалюкова гора), Колубаевцы (362 м). Эти хребты незначительны по протяжённости, и выступают на поверхность как зубчатые гребни или пологие холмы и известковые скалы.
Товтры имеют красивый вид, часто острые (белого и серого цвета) скалы, провалы (самый красивый из них — провал реки Збруч); известковые породы способствуют развитию в регионе карстовых явлений.
По территории Толтровой гряды протекает ряд рек, образующих в них фантастически живописные долины с глубокими каньонами и меандрами: Днестр, Збруч, Жванчик (Жванец), Смотрич, Мукша, Тернава, Студеница, Ушица, Жван.

 Выше (севернее) центральной части гряды на пологих восточных склонах (в районе урочища Подволочиские Медоборы и Авратынской возвышенности) находится местный водораздел: на юг текут реки — притоки Днестра (все вышеперечисленные; прорезая поперёк Толтр ущелья и каньоны), на восток — притоки и рукава Южного Буга, на северо-восток и север — Случь, Хомора и Горынь — истоки-рукава Припяти (приток Днепра); все — бассейн Чёрного моря.

На крайнем северо-западе Толтр — через Вороняки, Гологоры (на востоке Львовской области), пасмо Расточье, Львовское плато (см. Холмы Львова), пасмо Ополье и Сано-Днестровскую водораздельную равнину, каковая раскинулась на западе Львовской обл., — проходит Главный европейский водораздел между бассейнами Чёрного и Балтийского морей (Западный Буг с притоками — возле с. Верхобуж; реки Серет и Стрыпа).
На территории Товтр находится ряд минеральных источников с лечебной водой, у большинства из которых построены санаторно-курортные учреждения — Теребовлянский (Конопковское месторождение, пгт Микулинцы — областная бальнеологическая больница), Кременецкий, Борщевский, Тернопольский и Гусятинский р-ны (санатории «Збруч» и «Медоборы» в Гусятине), минводы — «Тернопольская», «Медоборы», «Перлына гор» (Тернопольщина); Збручанське (типа «Нафтуся»), Новозбручанское, а также в Камянец-Подольском и Дунаевецком р-нах, «Камянец-Подольская» вода, «Збручанская „Роса“» и «Хмельницкая» (Хмельниччина); Новоселицкий р. (с. Щербинцы) и в окрестностях Черновцов, воды «Буковинская», «Брусницкая», «Зеленчанка» та «Кельменчанка» (Хотинщина и вост. Буковина).

## Флора и фауна
Вершины и склоны Товтр покрыты преимущественно лесами, в которых растут дуб, бук, граб, лещина, дикая груша, черешня. Очень много медоносов (отсюда второе название кряжа — «Медоборы»). На месте вырубок часты пустоши.
Микроклимат каменецкого Приднестровья, формирующийся Толтрами и каньонами Днестра создает благоприятные условия для сохранения редких и реликтовых растений, в том числе большого количества лекарственных. В Толтрах произрастает ряд реликтов межледниковых и ледниковых эпох (хвощ большой, молочай многоцветный, осока белая, осока низкая, рутвица). Из эндемичных растений произрастают: шиверекия подольская, спирея польская, ракитник подольский, чабрец одетый, ракитник Блоцкого, чабрец подольский, лён бессарабский, лук круглоногий. На сохранившихся участках целинной степи растут ковыль Иоанна, ковыль волосистый, ковыль остистый, калерия сизая, кострица сизая.
Фауна также весьма богата. Встречаются олень, косуля, дикий кабан, лисица, куница, барсук, лось.

В пос. Старая Ушица (и др. населённых пунктах) организовано коллективное сельхозпредприятие (бывший совхоз) «Орджоникидзе» по выращиванию лекарственных растений.

## Природоохранные зоны
На территории Подольских Товтр расположены национальный природный парк «Подольские Товтры» (2613,16 км²), заповедник «Медоборы» (общ. пл. 105,17 км²; леса покрывают более 90 % территории, более 800 видов высших сосудистых растений), а также (на Северо-западе) холмогорье величественных Кременецких гор (северо-восточная часть Гологоро-Кременецкого кряжа Подольской возвышенности; филиал природного заповедника «Медоборы», 10,0 км²; встречается 917 видов высших сосудистых растений).

## Достопримечательности
На обширной территории Толтр находится множество достопримечательностей (в том числе на юго-западных уступах), достойных отдельного путеводителя (статьи).
Это и уникальные геологические образования (Китайгородский разрез силурийских пород и скала Голова Витязя — uk:Китайгородське відслонення,), и гипсовые пещеры (2-х-километровая Атлантида (близ с. Завалье), Малая Киянка и др., а также 200-метровая пещера Жемчужная в природном заповеднике «Медоборы»), и остатки Бакотского пещерного монастыря, и поселения с сохранившимися уникальными историко-архитектурными памятниками (Жванец (фрагменты крепостных стен и полуразрушенная северная башня, соседствующие с остатками советских военных бункеров — напротив (через Днестр) Хотинской крепости), Китайгород (костёл Девы Марии (1772—1776)), Пановцы, Рыхта, Сатанов [остатки круглой и трёх пятигранных башен с фрагментами стен, и городские ворота крепости (XVI—XVIII вв.), Сатановский Троицкий монастырь (XVI—XVII в.)], а также город-достопримечательность Каменец-Подольский (с историко-архитектурным заповедником «Каменец», по количеству памятников (более 150) и достопримечательностей уступающий лишь Киеву и Львову). Впечатляют реки парка — Збруч, Жванчик (Жванец), Смотрич, Мукша, Тернава и др.; глубоко и замысловато прорезая возвышенность, они образуют живописные долины с многочисленными меандрами и каньонами, полностью заполненными в нижнем течении водами Днестра, чей уровень значительно повысился после строительства плотины гидроэлектростанции.
Сёла Окно (княжеский дворец (1809 г.) и Иоанновская церковь (1826)) и Товтры расположены почти в центре одного из нескольких карстовых массивов Черновицкой области. В районе соседнего с. Погореловка расположен Чернопотоцкий спелеокарстовый заказник и полукилометровая пещера Пионерка, а на окраине с. Баламутовка — пещеры Дуча (145 м) и Баламутовская (263 м). Все пещеры имеют характерный профиль коридоров (так называемые трещинного типа) благодаря тому, что образовались в гипсовых породах, возраст которых оценивается в 14 млн лет.
Село Ивахновцы — урочище Ивахновецкие Товтры;

г. Городок — урочище Городокская лесная дача, ур. Каменная Гора;

с. Вербка — урочище Вербецкие Толтры;

с. Врублевцы — ур. Врублевецкий лес;

сёла Нырков и Нагоряны — остатки Червоногорода — одного из старейших украинских городов, столицы могущественного Червоногородского княжества (см. также Червенские города); река Джурин в этом месте образовала необычайно глубокий (и почти километровый) узкий меандр, практически полностью окружив своими водами и высоким (100 м) левым берегом пригорок с былым замком-дворцом, создав уникальную для территории Украины природно-архитектурную композицию (подобно Старому городу Каменец-Подольского);

с. Угринь — пещера Угрынь;

с. Залесье — пещера Млынка;

с. Улашковцы — урочище Дача Галилея;

с. Васильков — пещера Кривеньковская, рядом ключ минеральной воды;

Борщевский район — место паломничества спелеологов — карстовые известняковые и гипсовые пещеры:

с. Бильче-Золотое — пещера Вертеба,

с. Коралевка — Оптимистичная, — самая длинная гипсовая пещера в мире (разведанная длина лабиринтов свыше 230 км; она известна своими «снежными сугробами» на дне — скоплениями прозрачных игольчатых кристаллов гипса),

с. Кривче — напротив замка — Хрустальная (Кривченская) пещера (общая исследованная длина её лабиринтов составляет более 22 км),

с. Стрелковцы — пещера Озёрная (117 км),

а также множество других пещер: Юбилейная (село Сапогов), Языческая (древнеславянский пещерный храм «Святыня языческая» в с. Монастырок; общая длина пещеры-грота 28 м), Збручанская (село Збручанское),

с. Гермаковка — дендропарк над р. Збруч (Гермаковкий дендропарк),

посёлок Скала-Подольская (ранее — Ягельница, Скала-над-Збручем) — наряду с Каменец-Подольским, Бакотой и Брацлавом считался одним из наибольших и неприступных городов Подолья, о незаурядном прошлом напоминают пока ещё величественные руины двух башен замка, стен и замкового дворца, а также расположенного неподалёку оборонного костёла (1719 г.), природным украшением Скалы-Подольской является старый, созданный более 200 лет тому назад парк (0,26 км²);

с. Подворное — пещера Золушка (Попелюшка) над Прутом (у международного пункта пропуска через госграницу «Мамалыга»; см. Бричанский район Молдовы)
Залещики расположены на постепенно понижающемся к долине Днестра левом берегу, образующем двухкилометровый выступ, с трёх сторон окруженный рекой (меандр). Благодаря высокому подковообразному правому берегу микроклимат в городе [является климатическим курортом] теплее и суше, чем в округе. Изюминкой Залещиков является фантастический по своей красоте [панорамный] вид, открывающийся на город с высокого (около 170 м) крутого правого берега Днестра. В с. Крещатик (Черновицкая область) любой встречный подскажет, как проехать к обрыву, чтобы полюбоваться грандиозной панорамой города, бережно и живописно опоясанного долиной Днестра; и где, невольно, заставляет задуматься о перипетиях его бурной истории.